# Robert Broom
Robert Broom (ur. 30 listopada 1866 w Paisley w Szkocji, zm. 6 kwietnia 1951) – południowoafrykański lekarz i paleontolog.

## Życiorys
Ukończył medycynę w University of Glasgow w 1895, a w 1905 otrzymał tytuł doktora. Od 1903 do 1910 był profesorem zoologii i geologii w Universiteit Stellenbosch w południowoafrykańskim Stellenbosch, a następnie został kustoszem działu paleontologii kręgowców w South African Museum w Kapsztadzie. W 1949 otrzymał Medal Wollastona.
W trakcie pobytu w Australii Broom badał tamtejsze torbacze; opisał naukowo m.in. drzewnicę górską, jednak bardziej znane stały się jego studia nad afrykańskimi terapsydami, znanymi też jako gady ssakokształtne – nadał nazwy m.in. rodzajom Lycaenops i Moschops. Był również pierwszym paleontologiem, który udowodnił, że na terenie dzisiejszej Afryki występowały w erze mezozoicznej dinozaury z grupy zauropodów; w 1904 opisał algoazaura.
Zasłynął również jako antropolog. Po odkryciu przez Raymonda Darta „Dziecka z Taung” (rok 1924) zainteresowanie Brooma prehistorycznymi hominidami znacząco wzrosło. Jego najsłynniejszymi odkryciami są Paranthropus robustus oraz odnalezienie czaszki „Pani Ples”, którą uznał za przedstawiciela Plesianthropus transvaalensis, a którą później przeklasyfikowano na dorosłego osobnika gatunku Australopithecus africanus. W 1946 zaproponował utworzenie podrodziny Australopithecinae. Na krótko przed śmiercią ukończył monografię dotyczącą rodzajów Australopithecus i Paranthropus. Napisał wówczas do swego siostrzeńca:

Teraz jest już skończona... i ja również.

 („Now that's finished ... and so am I.”).

## Wybrane publikacje
- Robert Broom. Fossil Reptiles of South Africa. „Science in South Africa”, 1905. (ang.).brak numeru strony
- Robert Broom. Reptiles of Karroo Formation. „Geology of Cape Colony”, 1909. (ang.).brak numeru strony
- Robert Broom. Development and Morphology of the Marsupial Shoulder Girdle. „Transactions of the Royal Society of Edinburgh”, 1899. (ang.).brak numeru strony
- Robert Broom. Comparison of Permian Reptiles of North America with Those of South Africa. „Bulletin of the American Museum of Natural History”, 1910. (ang.).brak numeru strony
- Robert Broom. Structure of Skull in Cynodont Reptiles. „Proceedings of the Zoölogical Society”, 1911. (ang.).brak numeru strony